# انتونیو کامپیلو
انتونیو کامپیلو (انگلیسی: Antonio Campillo؛ زادهٔ ۱۶ دسامبر ۱۹۹۰) بازیکن فوتبال اهل اسپانیا است.
از باشگاه‌هایی که در آن بازی کرده‌است می‌توان به باشگاه فوتبال لوگو، باشگاه فوتبال اتلتیکو مادرید، و باشگاه فوتبال اتلتیکو مادرید بی اشاره کرد.